# Auri sacra fames
 Auri sacra fames лат. (изговор:аури сакра фамес).Проклета глад за златом (Публије Вергилије Марон)

## Поријекло изреке
Изрекао Вергилије велики римски пјесник у првом вијеку п. н. е .

## Значење
Похлепа за златом, и уопште похлепа за богатством је проклета. Свети апостол Павле је сматрао жељу за новцем коријеном свих зала.